# Miami Dolphins 1996
La stagione 1996 dei Miami Dolphins è stata la numero 31 della franchigia, la ventisettesima nella National Football League. Dopo 26 stagioni consecutive, a guidare la squadra non fu più Don Shula ma Jimmy Johnson, reduce da due vittorie del Super Bowl coi Dallas Cowboys a inizio anni novanta.

## Calendario

### Stagione regolare
| Turno | Data               | Avversario             | Risultato          | Pubblico           |
| ----- | ------------------ | ---------------------- | ------------------ | ------------------ |
| 1     | 1/9/1996           | New England Patriots   | V 24–10            | 71.542             |
| 2     | 8/9/1996           | @ Arizona Cardinals    | V 38–10            | 55.444             |
| 3     | 15/9/1996          | New York Jets          | V 36–27            | 68.137             |
| 4     | 23/9/1996          | @ Indianapolis Colts   | S 10–6             | 60.891             |
| 5     | Settimana di pausa | Settimana di pausa     | Settimana di pausa | Settimana di pausa |
| 6     | 6/10/1996          | Seattle Seahawks       | S 22–15            | 59.539             |
| 7     | 13/10/1996         | @ Buffalo Bills        | V 21–7             | 79.642             |
| 8     | 20/10/1996         | @ Philadelphia Eagles  | S 35–28            | 66.240             |
| 9     | 27/10/1996         | Dallas Cowboys         | S 29–10            | 75.283             |
| 10    | 3/11/1996          | @ New England Patriots | S 42–23            | 58.942             |
| 11    | 10/11/1996         | Indianapolis Colts     | V 37–13            | 66.623             |
| 12    | 17/11/1996         | @ Houston Oilers       | V 23–20            | 47.358             |
| 13    | 25/11/1996         | Pittsburgh Steelers    | S 24–17            | 73.489             |
| 14    | 1/12/1996          | @ Oakland Raiders      | S 17–7             | 60.591             |
| 15    | 8/12/1996          | New York Giants        | S 17–7             | 63.889             |
| 16    | 16/12/1996         | Buffalo Bills          | V 16–14            | 67.016             |
| 17    | 22/12/1996         | @ New York Jets        | V 31–28            | 49.933             |